# Jim Eakins
James Scott „Jim” Eakins (ur. 24 maja 1946 w Sacramento) – amerykański koszykarz występujący na pozycji środkowego, dwukrotny mistrz ligi ABA.

## Osiągnięcia
Na podstawie, o ile nie zaznaczono inaczej.
NCAA
- Mistrz sezonu zasadniczego konferencji Western Athletic (WAC – 1967)
- Zaliczony do I składu All-WAC (1968)
- Lider konferencji WAC w zbiórkach (1968)

ABA
- 2-krotny mistrz  ABA (1969, 1976)
- Uczestnik meczu gwiazd ABA (1974)

Inne
- Zaliczony do Galerii Sław Sportu Sacramento